# Розлив (платформа)
Розлив — платформа Сестрорецького напрямку Жовтневої залізниці, в  історичному районі Розлив міста Сестрорецьк (Курортний район Санкт-Петербурга). Розташована на одноколійній дільниці між платформою Тархівка та станцією Сестрорецьк.
На платформі зупиняються всі електропоїзди, що прямують через неї.
Платформа була влаштована одночасно з пуском дільниці Роздільна — Сестрорецьк Приморської Санкт-Петербург-Сестрорецької залізниці 26 листопада 1894 року.
1 червня 1952 року Сестрорецька лінія була електрифікована.